# Йоханан Воллах
Йоханан Воллах (івр. יוחנן וולך‎; нар. 14 травня 1945, Кір'ят-Бялік) — ізраїльський футболіст, захисник. По завершенні ігрової кар'єри — спортивний функціонер.
Як гравець насамперед відомий виступами за клуби «Хапоель» (Хайфа), «Маккабі» (Хайфа) та «Гонконг Рейнджерс», а також національну збірну Ізраїлю.

## Клубна кар'єра
У дорослому футболі дебютував 1962 року виступами за команду клубу «Маккабі» (Кір'ят-Бялік), в якій провів три сезони.
Своєю грою за цю команду привернув увагу представників тренерського штабу клубу «Хапоель» (Хайфа), до складу якого приєднався 1965 року. Відіграв за хайфську команду наступні дванадцять сезонів своєї ігрової кар'єри.
1977 року уклав контракт з інщим хайфським клубом, «Маккабі», у складі якого провів наступні два роки своєї кар'єри гравця, після чого вирішив завершити ігрової кар'єри. Залишився у клубній системі «Маккабі» на управлінських позиціях.
1985 року переїхав до Гонконгу як представник ізраїльської транспортної корпорації «Зім» (івр. צים). На новому місці 40-річний Воллах вирішив поновити виступи на футбольному полі і протягом наступних 5 років грав у складі місцевого клубу «Гонконг Рейнджерс».

## Виступи за збірну
1968 року дебютував в офіційних матчах у складі національної збірної Ізраїлю. Протягом кар'єри у національній команді, яка тривала 5 років, провів у формі головної команди країни 12 матчів, забивши 1 гол. У складі збірної був учасником чемпіонату світу 1970 року у Мексиці.